# Về nơi gió cát
Về nơi gió cát là một bộ phim điện ảnh về đề tài hậu chiến với bối cảnh miền Trung Việt Nam do Nghệ sĩ nhân dân Huy Thành đảm nhiệm cả đạo diễn và biên kịch. Bộ phim được sản xuất bởi Xí nghiệp phim tổng hợp Thành phố Hồ Chí Minh (nay là Hãng phim Giải phóng) và đã chính thức ra mắt khán giả Việt Nam vào năm 1981. Đây là phim màu đầu tiên của điện ảnh cách mạng Việt Nam và của Hãng phim Giải phóng.

## Nội dung
Lấy bối cảnh thời hậu chiến tại một làng nhỏ ven biển miền Trung với thiên nhiên vô cùng khắc nghiệt, bộ phim xoay quanh nhân vật Lũy do Trần Vịnh đóng. Sau khi trở về từ chiến tranh, anh được phân công làm Bí thư xã. Tuy nhiên lúc này vợ anh đã lập gia đình với Sơn, một người lính của chế độ Việt Nam Cộng hòa. Lũy vừa phải hoàn thành trọng trách và nhiệm vụ, vừa phải giải quyết cuộc sống riêng với vợ cùng người chồng mới và con của họ.

## Diễn viên
- Trần Vịnh vai Lũy.
- Hương Xuân vai Duyên.[4]
- Vi Cường vai Sơn.
- Nhật Minh vai chú Tích.[5]
- Hữu Hạnh
- Kim Cúc
- Bảy Ngọc
- Bắc Sơn
- Hồ Kiểng vai tên phản động.
- Nguyễn Văn Của
- Minh Đáng

## Công chiếu và đón nhận
Về nơi gió cát do Nghệ sĩ nhân dân Huy Thành đảm nhiệm cả đạo diễn và biên kịch. Bên cạnh đó còn có sự giúp đỡ của hai phó đạo diễn là Nhật Minh và Cao Thụy. Năm 1981, bộ phim chính thức ra mắt khán giả Việt Nam và đã chiến thắng 4 hạng mục tại Liên hoan phim Việt Nam bao gồm Bông sen vàng vào tháng 4 năm 1983. Đến tháng 7 năm 1983, bộ phim được gửi đi dự Liên hoan phim quốc tế Moskva và chính thức được công chiếu tại Liên Xô với tên tiếng Nga: В краю песков и ветров. Tạp chí Iskusstvo Kino của Liên Xô bấy giờ đã nhận xét rằng Về nơi gió cát là một trong những "cánh én" đầu tiên của Việt Nam khi đề cập đến cuộc sống thanh bình của đất nước thời hậu chiến. Đây được xem là một trong những bộ phim tiêu biểu của Điện ảnh Việt Nam trong giai đoạn đầu sau khi kết thúc chiến tranh khi khai thác cuộc sống của người lính thời hậu chiến, những mâu thuẫn, xung đột xảy ra trong quá trình hàn gắn vết thương chiến tranh.

## Giải thưởng
| Năm  | Lễ trao giải                             | Hạng mục                    | Đối tượng đề cử            | Kết quả       | Nguồn |
| ---- | ---------------------------------------- | --------------------------- | -------------------------- | ------------- | ----- |
| 1983 | Liên hoan phim Việt Nam lần thứ 6        | Phim truyện điện ảnh        | Về nơi gió cát             | Bông sen vàng | [ 8 ] |
| 1983 | Liên hoan phim Việt Nam lần thứ 6        | Biên kịch xuất sắc          | Nghệ sĩ nhân dân Huy Thành | Đoạt giải     | [ 8 ] |
| 1983 | Liên hoan phim Việt Nam lần thứ 6        | Quay phim xuất sắc          | Nghệ sĩ ưu tú Lê Đình Ấn   | Đoạt giải     | [ 8 ] |
| 1983 | Liên hoan phim Việt Nam lần thứ 6        | Nữ diễn viên chính xuất sắc | Nghệ sĩ ưu tú Hương Xuân   | Đoạt giải     | [ 9 ] |
| 1983 | Liên hoan phim quốc tế Moskva lần thứ 13 | Giải thưởng chính           | Về nơi gió cát             | Đề cử         | [ 6 ] |